# Samos
Samos (tiếng Hy Lạp: Σάμος) là một hòn đảo của Hy Lạp ở phía đông biển Aegea, phía nam của Chios, phía bắc của Patmos và Dodecanese, và ở ngoài khơi bờ biển Tiểu Á, tách biệt qua eo biển Mycale rộng 1,6 kilômét (0,99 mi). Đây cũng là một đơn vị thuộc vùng của vùng Bắc Aegea, và chỉ có một cộng đồng duy nhất trong đơn vị.
Vào thời cổ điển, Samos từng là một thành bang cực kỳ giàu có và hùng mạnh. Trên đảo có Pythagoreion và Heraion của Samos, một Di sản thế giới của UNESCO và bao gồm đường hầm Eupalinos, một kiệt tác của các kỹ sư thời cổ. Samos là nơi sinh của nhà triết học và toán học Pythagoras (Pythagore), Định lý Pytago được đặt theo tên ông, nhà triết học Epicurus, và nhà thiên văn học Aristarchus của Samos, cá nhân đầu tiên đề xuất rằng Trái Đất xoay quanh mặt trời. Rượu vang Samos nổi tiếng vào thời cổ đại và ngày nay vẫn được sản xuất trên đảo.
Theo Strabo, tên gọi Samos bắt nguồn từ tiếng Phoenicia nghĩa là "nổi lên bên bờ biển."

## Địa lý
Đảo có diện tích 478 km2 (184,6 dặm vuông Anh), chiều dài là 43 km (27 mi) và chiều rộng là 13 km (8 mi). Đảo tách biệt với Tiểu Á bởi eo biển Mycale rộng 1 dặm (1,6 km). Trong khi địa hình phần lớn là đồi núi, Samos có một vài vùng đồng bằng tương đối rộng và phì nhiêu.
Một phần lớn hòn đảo là các vườn nho, rượu vang nho xạ được làm từ đây. Các đồng bằng quan trọng nhất ngoại trừ thủ phủ Vathy, ở phía đông bắc, là Karlovasi, ở phía tây bắc, Pythagoreio, ở phía đông nam, và Marathokampos ở phía tây nam. Dân số toàn đảo là 33.814 người, và là đảo đông dân thứ 9 tại hy Lạp. Khí hậu Samos mang nét đặc trưng của khí hậu Địa Trung Hải, với một mùa đông mưa nhiều và ôn hòa, một mùa hè ít mưa và ấm.
Địa hình Samos bị hay dãy núi lớn chi phối, Ampelos và Kerkis (Kerketeus). Khối núi Ampelos (thông tục gọi là "Karvounis") lớn hơn hai dãy núi và chiếm phần trung tâm của đảo, có cao độ lên tới 1.095 mét (3.593 ft). Núi Kerkis, nhỏ hơn về diện tích song lại cao hơn và đỉnh cao nhất đạt 1.434 mét (4.705 ft). Những ngọn núi này là sự nối tiếp của dãy Mycale trên đại lục Tiểu Á.
Samos là một trong những nơi nhiều nắng nhất tại châu Âu với khoảng 3300 giờ nắng trung bình hay 74% tổng số thời gian ban ngày.

Samos - Σάμος
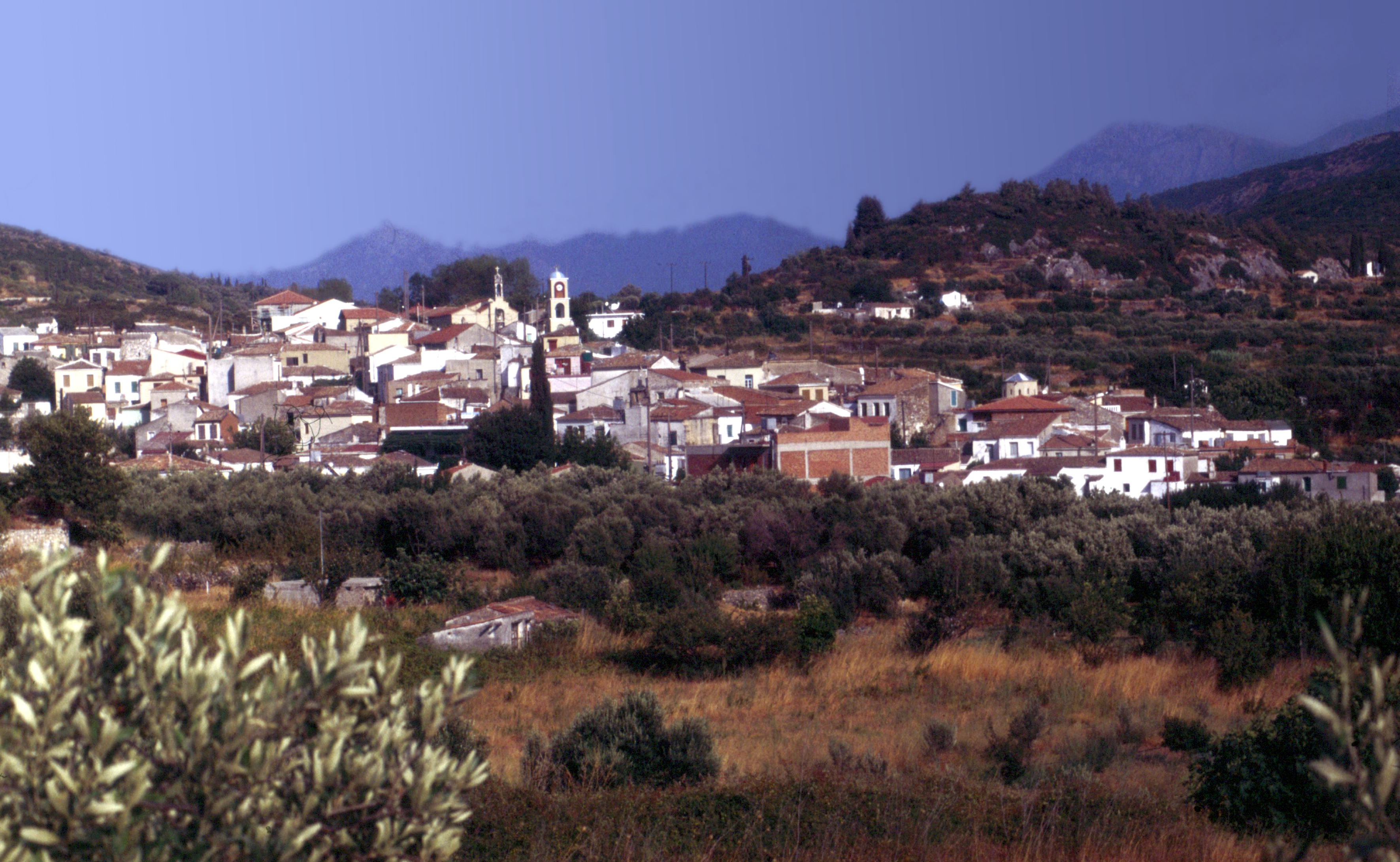
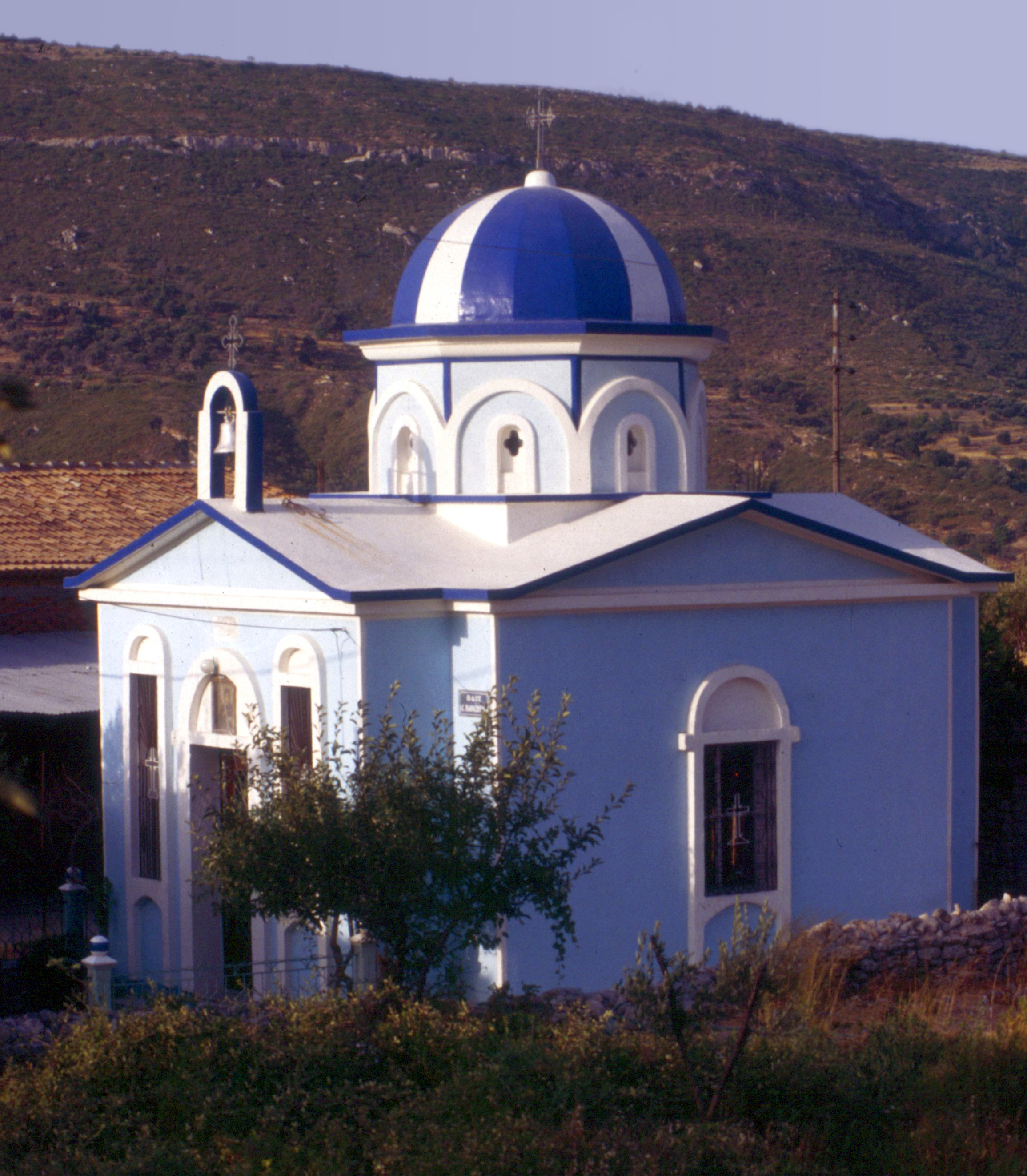
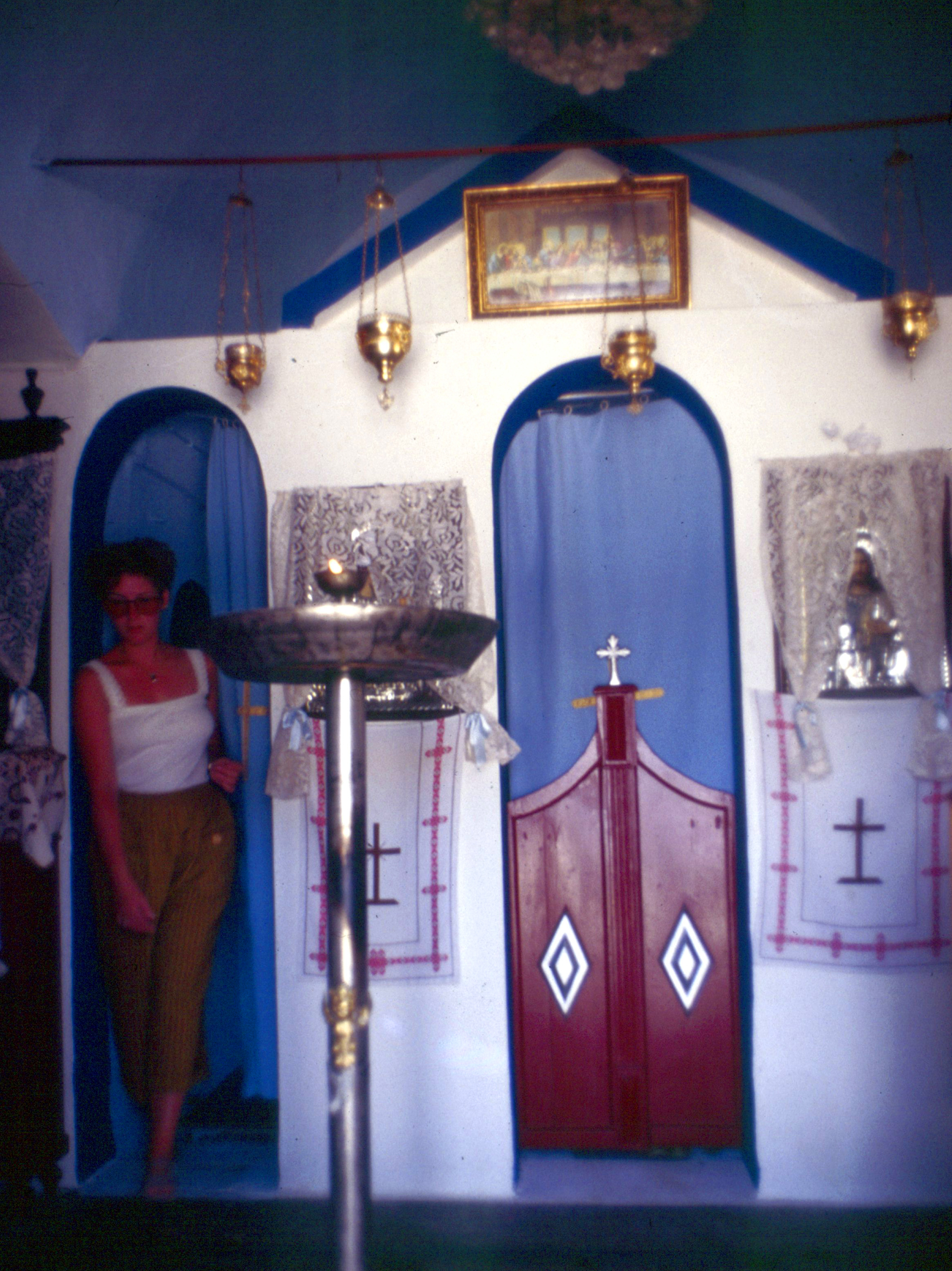
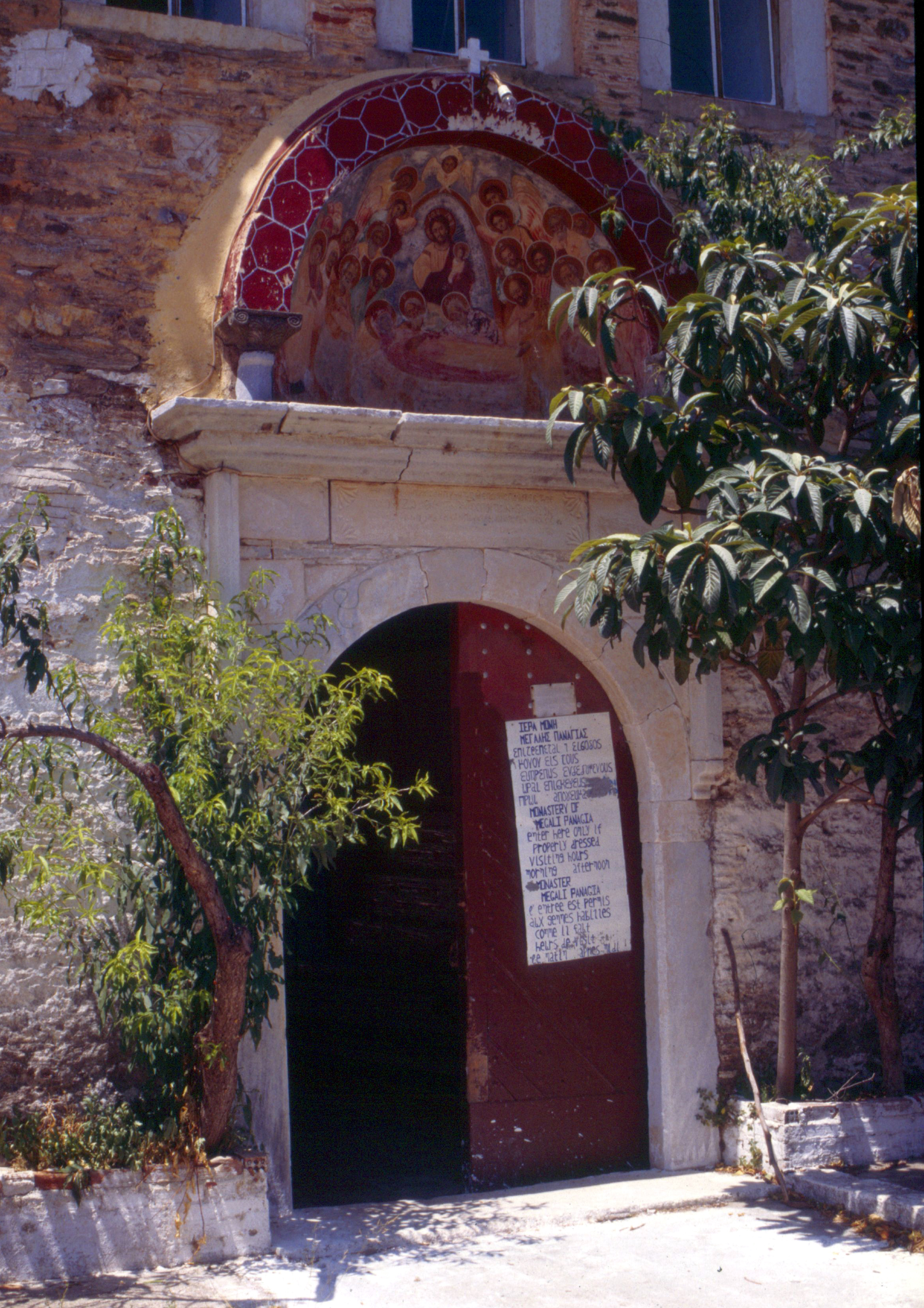
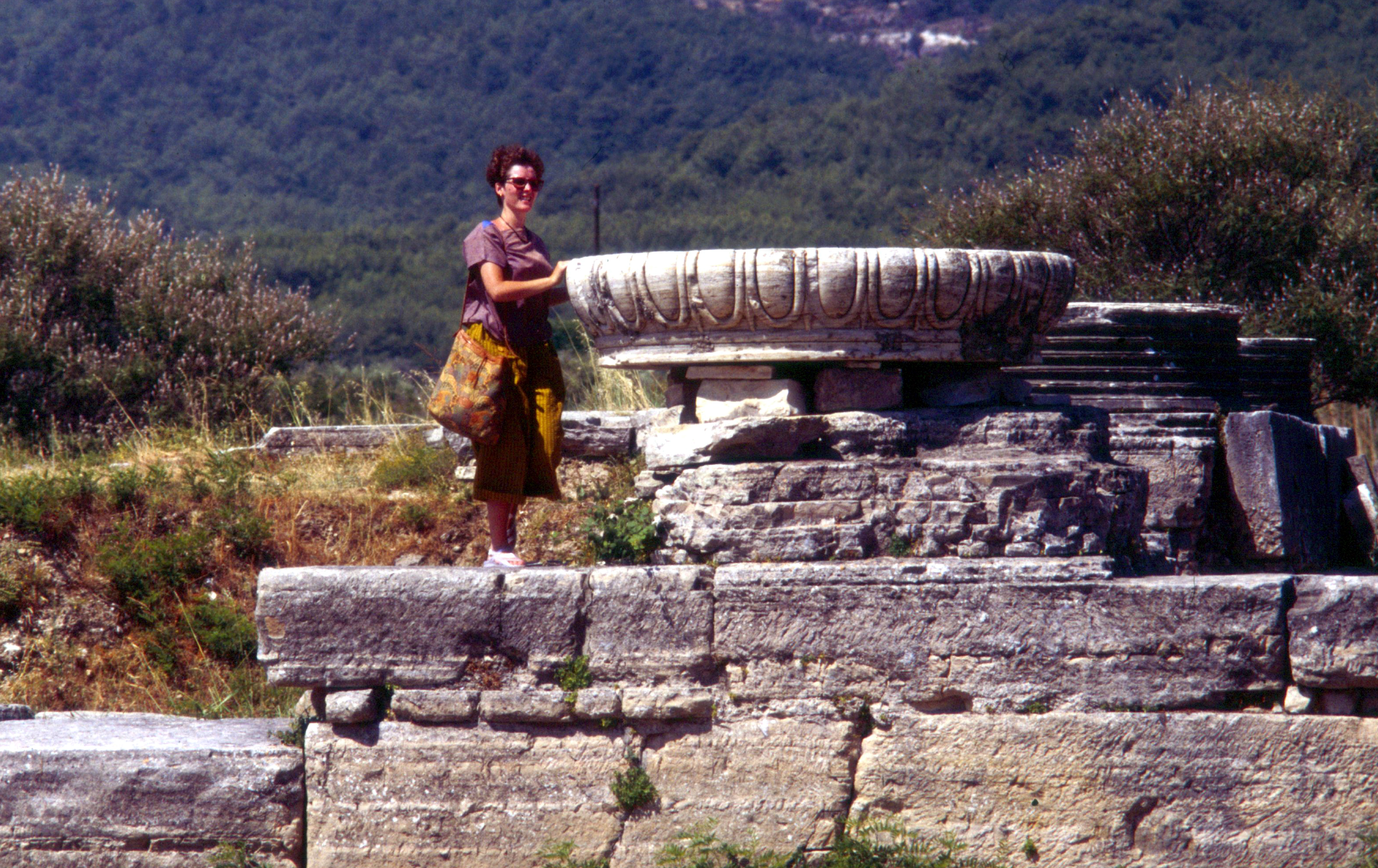
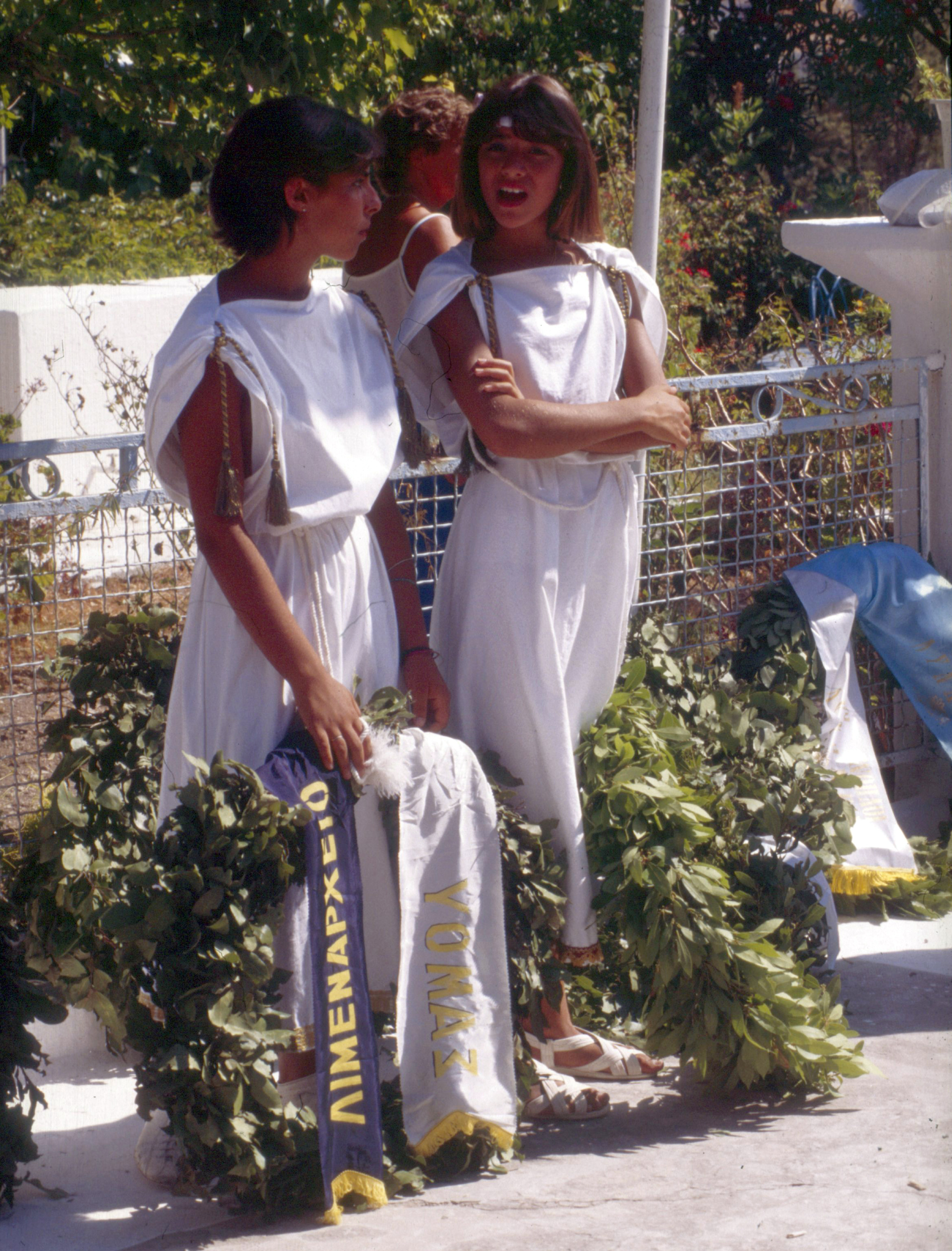
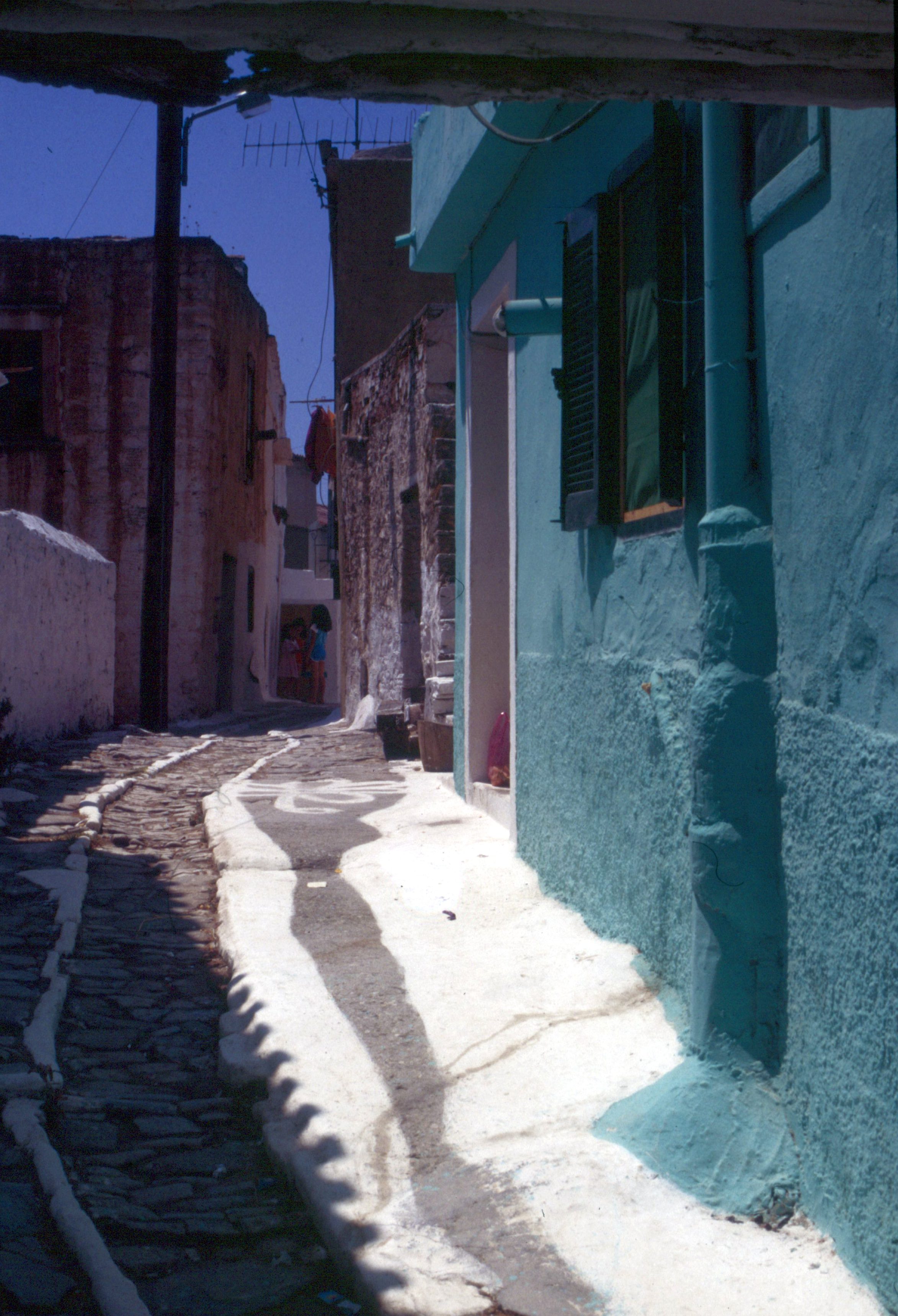
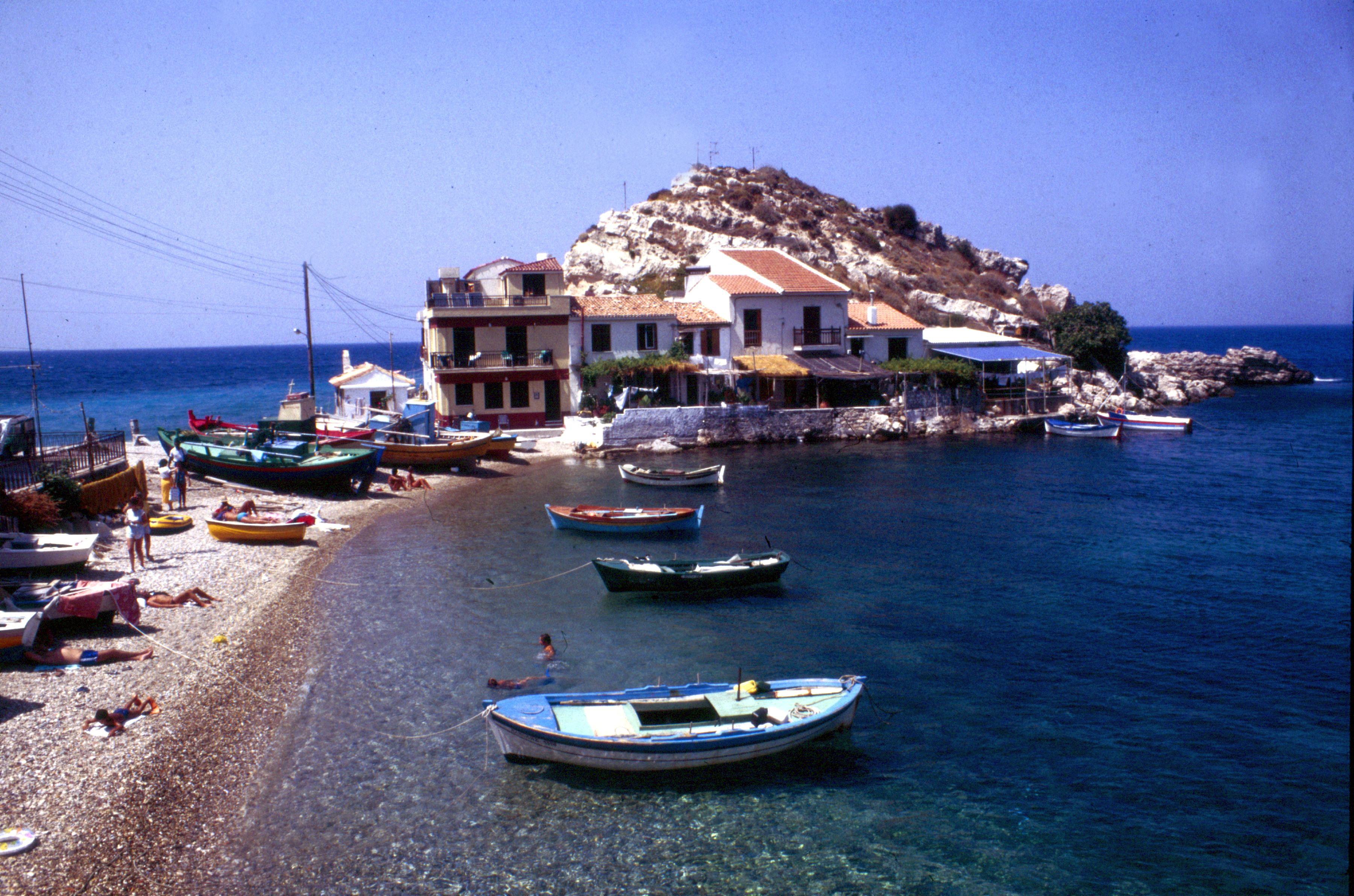